# Љубић (Чачак)
Љубић је насеље у Србији у општини Чачак у Моравичком округу. Према попису из 2022. године у Љубићу је живео 58 становникa.

## Демографија
У насељу Љубић живи 51 пунолетни становник, а просечна старост становништва износи 47,9 година (46,4 код мушкараца и 49,3 код жена). У насељу има 22 домаћинства, а просечан број чланова по домаћинству је 2,77. Према попису из 1863. године, место је имало 438 становника.
Ово насеље је у потпуности насељено Србима (према попису из 2002. године), а у последња три пописа, примећен је пад у броју становника.
|             | \| Демографија[2] \| Демографија[2] \| Демографија[2] \| \| Година \| Становника \| Становника \| \| -------------- \| -------------- \| -------------- \| \| 1948. \| 28 \| \| \| 1953. \| 30 \| \| \| 1961. \| 43 \| \| \| 1971. \| 70 \| \| \| 1981. \| 93 \| \| \| 1991. \| 80 \| 77 \| \| 2002. \| 61 \| 62 \| \| 2011. \| 61 \| \| |            |
| Демографија | |            |
| Година      | Становника | Становника |
| 1948.       | 28 |            |
| 1953.       | 30 |            |
| 1961.       | 43 |            |
| 1971.       | 70 |            |
| 1981.       | 93 |            |
| 1991.       | 80 | 77         |
| 2002.       | 61 | 62         |
| 2011.       | 61 |            |

| Етнички састав према попису из 2002.‍ | Етнички састав према попису из 2002.‍ | Етнички састав према попису из 2002.‍ | Етнички састав према попису из 2002.‍ | Етнички састав према попису из 2002.‍ |
| ------------------------------------ | ------------------------------------ | ------------------------------------ | ------------------------------------ | ------------------------------------ |
|                                      |                                      |                                      |                                      |                                      |
| Срби                                 | Срби                                 |                                      | 61                                   | 100,0%                               |
| непознато                            | непознато                            |                                      | 0                                    | 0,0%                                 |

| Година пописа     | 1948. | 1953. | 1961. | 1971. | 1981. | 1991. | 2002. |
| ----------------- | ----- | ----- | ----- | ----- | ----- | ----- | ----- |
| Број домаћинстава | 6     | 6     | 11    | 19    | 27    | 27    | 22    |

| Број чланова      | 1 | 2 | 3 | 4 | 5 | 6 | 7 | 8 | 9 | 10 и више | Просек |
| ----------------- | - | - | - | - | - | - | - | - | - | --------- | ------ |
| Број домаћинстава | 4 | 7 | 5 | 3 | 2 | 1 | 0 | 0 | 0 | 0         | 2,77   |

| Пол    | Укупно | Неожењен/Неудата | Ожењен/Удата | Удовац/Удовица | Разведен/Разведена | Непознато |
| ------ | ------ | ---------------- | ------------ | -------------- | ------------------ | --------- |
| Мушки  | 24     | 4                | 15           | 3              | 2                  | 0         |
| Женски | 27     | 5                | 16           | 6              | 0                  | 0         |
| УКУПНО | 51     | 9                | 31           | 9              | 2                  | 0         |

| Пол    | Укупно                    | Пољопривреда, лов и шумарство | Рибарство                            | Вађење руде и камена | Прерађивачка индустрија       |
| ------ | ------------------------- | ----------------------------- | ------------------------------------ | -------------------- | ----------------------------- |
| Мушки  | 7                         | 0                             | 0                                    | 0                    | 3                             |
| Женски | 9                         | 0                             | 0                                    | 0                    | 5                             |
| УКУПНО | 16                        | 0                             | 0                                    | 0                    | 8                             |
| Пол    | Производња и снабдевање   | Грађевинарство                | Трговина                             | Хотели и ресторани   | Саобраћај, складиштење и везе |
| Мушки  | 0                         | 0                             | 0                                    | 0                    | 0                             |
| Женски | 0                         | 0                             | 2                                    | 0                    | 0                             |
| УКУПНО | 0                         | 0                             | 2                                    | 0                    | 0                             |
| Пол    | Финансијско посредовање   | Некретнине                    | Државна управа и одбрана             | Образовање           | Здравствени и социјални рад   |
| Мушки  | 0                         | 0                             | 0                                    | 0                    | 0                             |
| Женски | 0                         | 0                             | 0                                    | 0                    | 1                             |
| УКУПНО | 0                         | 0                             | 0                                    | 0                    | 1                             |
| Пол    | Остале услужне активности | Приватна домаћинства          | Екстериторијалне организације и тела | Непознато            | Непознато                     |
| Мушки  | 0                         | 0                             | 0                                    | 4                    | 4                             |
| Женски | 0                         | 0                             | 0                                    | 1                    | 1                             |
| УКУПНО | 0                         | 0                             | 0                                    | 5                    | 5                             |